# Garnet (Steven Universe)
Garnet (Granate en el doblaje de español de España) es un personaje ficticio de la serie animada Steven Universe, creada por Rebecca Sugar. Ella es una gema, un ser alienígena ficticio que existe como una piedra preciosa mágica que proyecta un cuerpo holográfico. Garnet es una fusión, es decir, dos gemas que combinan personalidades y apariencias como un cuerpo holográfico compartido, formado por dos gemas llamadas Rubí y Zafiro, quienes eligen permanecer permanentemente fusionadas por amor la una a la otra.
En el idioma original, el idioma inglés, Garnet tiene la voz de Estelle, una interpretación que ha tenido una recepción positiva. Garnet ha sido elogiado con frecuencia por ser una representación de una relación sáfica positiva.
En el doblaje hispanoamericano es interpretada por Rocío Mallo y en el doblaje de España es interpretada por Gemma Ibáñez y Melisa González.

## Personaje
Es el líder de facto de las Crystal Gems, quienes protegen a la humanidad y la Tierra del peligro, Garnet se presenta inicialmente como estoica e insensible, pero pragmática y capaz. Los escritores del programa han descrito a Garnet como caracterizado por una gran confianza en sí misma; y representan esto por el hecho de que ella nunca hace preguntas. Eric Thurm de The A.V. Club describió a Garnet como "inicialmente la más reticente, distante y simplemente alienígena" de las Crystal Gems. Después de que el líder original de Crystal Gems, Rose Quartz, dio su vida para crear a su hijo Steven Universe, Garnet asumió el papel de líder de facto del grupo. Al principio de la serie, parece relativamente distante, ya que rara vez habla. Sin embargo, a medida que avanza la historia de Steven Universe, ella se vuelve más identificable. Escribiendo para Minnesota Daily, Cecilia Mazumdar Stanger señaló que Garnet está lejos de ser un líder perfecto y puede cometer errores.
Desde las piedras preciosas en sus palmas, Garnet puede invocar dos guanteletes con poder. Su "visión de futuro" le permite ver diferentes resultados posibles para predecir eventos futuros, y puede compartir temporalmente esta habilidad con Steven, besándolo en la frente. Eric Thurm señaló que las escenas en las que Garnet usa su visión del futuro se encuentran entre los mejores logros visuales del programa. Garnet también aparece en OK KO!. Seamos héroes en el episodio crossover "Crossover Nexus", en el que dice que su visor la ayuda a canalizar su visión de futuro.

### Rubí y Zafiro
Según Rebecca Sugar, Garnet tenía la intención de ser una fusión desde el episodio piloto, aunque Rubí y Zafiro recién fueron creadas mientras Sugar escribía sobre Garnet. Sugar describió el proceso como "ingeniería inversa" de las dos personalidades basándose en lo que el equipo de producción trajo al programa.
Sin embargo, no es presentada como una fusión desde el inicio de la serie, los espectadores descubren que Garnet es una fusión recién en el final de la primera temporada, "Jail Break", pero el presagio de episodios anteriores llevó a muchos espectadores a sospecharlo antes de que fuera revelado. Rubí se caracteriza por ser una luchadora enérgica y agresiva, mientras que Zafiro es un oráculo estoico y contemplativo, lo que resulta en una dinámica compleja entre ellas. La relación estable de Garnet mientras está fusionada se usa como una metáfora del poder de las relaciones saludables, ya que Rubí y Zafiro juntos son más fuertes que cualquier Gema por sí misma.  Garnet es descrita como hecha de "amor literal, el amor romántico de dos individuos queer", ya que la mayoría de las gemas, incluidas Rubí y Zafiro, se presentan como femeninas, aunque en el show no tengan género.
El episodio de la segunda temporada "The Answer" presenta un flashback del primer encuentro de Rubí y Zafiro: Zafiro era un miembro de la corte de Blue Diamond la cual vino a la Tierra para ayudar en la captura de Rose Quartz, y Rubí era uno de sus guardaespaldas. Rubí y Zafiro se fusionan accidentalmente por primera vez cuando Rubí la empuja fuera del peligro, por lo que huyen para escapar de su ejecución por el tabú de la fusión de gemas de distinto tipo. Garnet se une a las Crystal Gems después de encontrarse con Rose Quartz, quien le dice que el amor de Rubí y Zafiro es "la respuesta" ("the answer" en inglés) a todas sus preguntas. En un episodio posterior, "Ahora nos estamos separando", se revela cómo la creación de Garnet influyó en los ideales de Rose Quartz para luchar por su derecho a existir.
En un arco narrativo al final de la quinta temporada, Garnet se separa cuando Zafiro se siente traicionada por Rose, quien había alentado su fusión en primer lugar, y se separa de Rubí, diciendo que su relación se basa en una mentira. Mientras Zafiro se entera de la historia completa de Rose gracias a Perla, Rubí se da cuenta de que nunca ha pasado tiempo explorando su identidad, separada de Zafiro, y se va para embarcarse en una búsqueda de autodescubrimiento. Finalmente, ambos se dan cuenta de que todavía quieren estar juntos, y en el episodio "Reunited", se casan como su forma de estar juntos por su cuenta, en lugar de sólo por Rose Quartz.

## Recepción

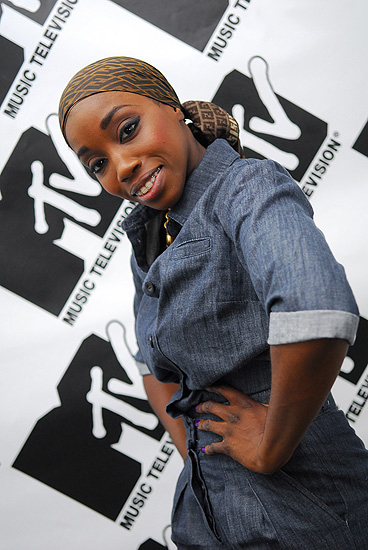
Estelle es la voz de Garnet en el idioma original.

Estelle es la voz de Garnet en el doblaje original de Steven Universe. La interpretación vocal de Estelle es comúnmente elogiada por los críticos: Vrai Kaiser de The Mary Sue elogió el trabajo de voz de Estelle en "Jail Break" al afirmar que "la cantidad de amor, capas e historia que empaqueta en tan pocas palabras va directo al corazón sin importar cuántas veces lo miras ". La narración de Garnet en "The Answer" fue elogiada por Eric Thurn porque Estelle tuvo la oportunidad de hacer un trabajo de voz más divertido y "suave". AJ Adejare de The Fandom Post criticó al director de voz de Steven Universe por subutilizar los talentos de Estelle, ya que Garnet normalmente no tiene muchos diálogos en el programa. Garnet es el primer papel de voz en off de Estelle, y el personaje fue diseñado por Rebecca Sugar mientras escuchaba la música de Estelle.
Garnet ha sido comúnmente elogiado como una representación de una relación lésbica romántica en una serie animada. Desde 2010, series de televisión animadas como The Loud House y La leyenda de Korra han mostrado una mayor cantidad de representación LGBT. Steven Universe hace un uso frecuente de temas relacionados con el movimiento LGBT: Perla tiene fuertes sentimientos románticos hacia Rose Quartz, y Stevonnie es un personaje de género no binario. Al escribir para The Lawrentian en enero de 2016, Bridget Keenan describió a Garnet como "la primera pareja de lesbianas canónicas en Cartoon Network". Sin embargo, Keenan también criticó a Garnet por retratar como saludable una relación que de manera realista sería "insana, inestable y controladora", ya que Rubí y Zafiro parecían completamente controladas por su relación.

### Censura
Algunas de las interacciones románticas entre Rubí y Zafiro han sido censuradas durante su adaptación para otros países. En la traducción sueca del episodio "Hit the Diamond", el coqueteo entre los dos personajes fue reemplazado por un diálogo más neutral, lo que generó controversia en Suecia, ya que algunos fanáticos de la serie exigieron que Cartoon Network Suecia no volviera a censurar la relación de Rubí y Zafiro.